# Bataille d'Imafuku
Batailles
Campagne d'hiver
- Imafuku
- Shigino
- Kizugawa
- Toda-Fukushima
- Sanada-Maru

Campagne d'été
- Kashii
- Dōmyōji
- Yao
- Wakae
- Tennōji

La bataille d'Imafuku (今福の戦い, Imafuku no tatakai) se déroule à la fin du mois de novembre 1614 entre les forces de Tokugawa Ieyasu et le clan Toyotomi. La bataille est une des premières d'une série d'attaques menées près d'Osaka sur une période de deux ans. Le village d'Imafuku se trouve sur l'approche nord-est d'Osaka ; aussi Tokugawa Ieyasu envoie-t-il 1 500 hommes sous le commandement de Satake Yoshinobu pour sécuriser le site afin d'y installer un fort. Ils affrontent 600 hommes fidèles à l'« armée de l'Ouest » de Toyotomi emmenés par deux généraux nommés Iida et Yado.
Après que Satake a mis en déroute les défenseurs du village et tué Iida, des renforts de l'armée de l'Ouest arrivent. Kimura Shigenari et Gotō Mototsugu mènent une charge qui entraîne des pertes majeures à l'armée de l'Est et force Satake à appeler à la retraite.
Cependant, à la fin, les forces de l'Ouest sont de nouveau repoussées après qu'Uesugi Kagekatsu arrive avec des renforts pour les hommes de Satake. Satake réussit ensuite à s'emparer enfin du village.

## Source de la traduction
- (en) Cet article est partiellement ou en totalité issu de l’article de Wikipédia en anglais intitulé « Battle of Imafuku » (voir la liste des auteurs).